# ألبرت ستوبينز
ألبرت ستوبينز بالإنجليزية: Albert Stubbins)‏ (17 يوليو 1919 - 28 ديسمبر 2002) كان لاعب كرة قدم إنجليزي. لعب في مركز المهاجم، على الرغم من أن مسيرته كانت محدودة ببداية الحرب العالمية الثانية. أثناء اللعب مع ليفربول، فاز ببطولة الدوري في عام 1947. تم تضمينه لاحقًا على الغلاف الأمامي لرقيب فريق البيتلز. ألبوم Pepper's Lonely Hearts Club Band.